# Puntous
Puntous är en kommun i departementet Hautes-Pyrénées i regionen Occitanien i sydvästra Frankrike. Kommunen ligger i kantonen Castelnau-Magnoac som tillhör arrondissementet Tarbes. År 2022 hade Puntous 158 invånare.

## Befolkningsutveckling
Antalet invånare i kommunen Puntous
| Referens: INSEE |